# Chesaning (Míchigan)
Chesaning es una villa ubicada en el condado de Saginaw en el estado estadounidense de Míchigan. En el Censo de 2010 tenía una población de 2394 habitantes y una densidad poblacional de 294,09 personas por km².

## Geografía
Chesaning se encuentra ubicada en las coordenadas 43°11′5″N 84°7′12″O / 43.18472, -84.12000. Según la Oficina del Censo de los Estados Unidos, Chesaning tiene una superficie total de 8.14 km², de la cual 7.9 km² corresponden a tierra firme y (2.93%) 0.24 km² es agua.

## Demografía
Según el censo de 2010, había 2394 personas residiendo en Chesaning. La densidad de población era de 294,09 hab./km². De los 2394 habitantes, Chesaning estaba compuesto por el 95.91% blancos, el 0.58% eran afroamericanos, el 0.58% eran amerindios, el 0.25% eran asiáticos, el 0% eran isleños del Pacífico, el 1.55% eran de otras razas y el 1.13% pertenecían a dos o más razas. Del total de la población el 4.09% eran hispanos o latinos de cualquier raza.